# Quimsachata
El Quimsachata és un volcà extint situat als Andes del Perú. Es roba a la regió de Cusco, uns 24 km al nord-oest de la vila de Sicuani. Aquest volcà està construït a partir de dos centres separats, un actiu fa 11.500 anys, que va formar un con d'escòries i un camp de lava, i un altre actiu el 4450 aC que va formar dos fluxos i doms de lava. El seu nom prové possiblement dels termes kimsa, arbre a les llengües aimara i quítxua, i del Pukina chata, muntanya.

## Geologia
El grup Quimsachata està format per dos volcans, el mateix Quimsachata i l'Oroscocha. Situats al peu de la Cordillera Oriental, són els volcans peruans situat més al nord, alhora que els més joves. Es troben molt allunyats del principal arc volcànic. Els mites locals inques poden referir-se a l'activitat volcànica a Quimsachata.
El Quimsachata estava format per un con d'escòria i un camp de lava, al costat de la vall de Vilcanota. Va entrar en erupció fa uns 11.500 anys. L'Oroscocha (14° 05′ 48″ S, 71° 22′ 00″ O / 14.09667°S,71.36667°O) és un dom amb dos fluxos de lava associats que arriben a uns gruixos de 20 metres. El volcà té una superfície de 1,5 quilòmetres quadrats. L'Oroscocha va sorgir d'una fissura al voltant del 4450 a. C. i el flux de lava va modificar el curs del riu Vilcanota.